# Майкл Еліг
Майкл Еліг (29 квітня 1966, Саут-Бенд, штат Індіана — 25 грудня 2020) — є одним із засновників Club Kids, групи молодих неформалів на чолі з Елігом і його найкращим другом Джеймс Сент-Джеймсом наприкінці 1980-х і на початку 1990-х років. У 1996 році Еліг визнав себе винним у ненавмисному вбивстві після вбивства і розчленування Андре «Ангел» Мелендес у конфронтації через заборгованість за наркотики.

## Біографія

### Андеграундні клубні сцени
Еліг переїхав до Нью-Йорка, щоб вступити до коледжу у Фордхемський університет, який він пізніше кинув. Він почав працювати в Danceteria в 1983 році як помічник офіціанта. Після кількох влаштованих ним вечірок він став домінуючою зіркою в таких тусовках. Еліг був наставником світського Джеймс Сент-Джеймса і власника клубу Пітер Гат'єном в той час, як зростала його популярність і популярність у національній андеграундній клубній сцені його стилю.

### Club Kids Еліга
Інші протеже Еліга включали таких постатей, як: Gitsie, Jennytalia, Роберт «Freez» Ріггс, Richie Rich, Чарлі «Даш» Престано, Аманда Лепор, RuPaul, і багато інших нестандартних яскравих Club Kids-особистостей. Обурливі Club Kids і їх поява в новинах і телевізійних ток-шоу, призвела автоматично до того, що вони з'явилися на шоу Геральдо Рівера, і були показані там п'ять разів.

## Вбивство Ангела Мелендеза
Андре «Анжел» Мелендес заробляв гроші наркодилерством і перебував у центрі уваги, і після закриття бару федеральними агентами Мелендес був звільнений. Через відсутність роботи він переїхав у квартиру Еліга у Фентон Бейлі, частіше страждаючи від наркотиків, Еліг і його друг Роберт «Freeze» Ріггс вбили Мелендеза після сварки з багатьох причин, зокрема через давній борг за наркотики. Еліга багато разів забирала швидка, коли він був настільки передозований наркотиками, що погано пам'ятав події.

Еліг багато разів стверджував, що він був під таким сильним впливом наркотиків, що пам'ятає події досить туманно. 9 грудня 1996 року Ріггс зізнався поліції, що 17 березня 1996 він вбивав «Янгола» разом з Елігом:
У неділю в березні 1996 року я був удома… і Майкл Еліг і Ангел Мелендес голосно сперечалися… і все голосніше. Я відкрив кімнату і попрямував до іншої спальні… і в цей момент Майкл Еліг закричав, «Допоможи мені!» «Приберіть його від мене», бо [Ангел] почав його люто трясти і штовхати його об стіну. Він волав «Ви краще віддайте свої гроші або я зламаю тобі шию»… Я схопив молоток… і вдарив Ангела по голові…
Тоді відповідно Ріггс ударив Мелендеса загалом три рази по голові. Тоді Еліг схопив подушку і спробував задушити напівмертвого «Ангела». Коли Мелендес був без свідомості Ріггс пішов в іншу кімнату, а коли він повернувся, він побачив зламаний шприц на підлозі. Проте, історія Еліга, що він вводив отруту у Мелендеза з Drano в тіло, в той час як Ріггс стверджує, що Еліг вилив її в горло Мелендезу. Еліг і Ріггс не знали, що робити з тілом; вони поклали його у ванну, що вони заповнили льодом. Вони зберігали тіло від гниття, але через кілька днів труп почав смердіти. Після цього, постало питання та обговорення того, що робити далі (і хто повинен це робити). Еліг ввів собі героїн. Потім він відрізав ноги від трупа, поклав їх у мішок для сміття, а інше в коробку. Після цього він кинув труп в ріку Гудзон.
Нью-Йорк Таймс повідомило, що Ріггс дав Елігу десять мішків героїну, щоб він зміг порубати тіло.

## Дослідження зникнення
У той час, як Еліг був в реабілітаційному центрі, поширювалися чутки про причетність Еліга у смерті Мелендеза в Village Voice, у статтях Майкла Мусто. Хоча не використовувалися імена інформаторів, звіти Мусто включали деталі вбивства. Мусто раніше повідомив про стрілянину Еліга для загальної уваги громадськості, і відзначився, досить голосно з приводу зниклої клаб-людини. 27 квітня 1996 року у колонці «Нью-Йорк пост» у колонці «Page Six» був опублікований провідний пункт про таємницю вбивства, посилаючись на звітність Мусто, а також для журналу «New York». Протягом найближчих тижнів, Village Voice продовжував подавати доповіді і звинувачення у вбивстві Мелендеза Елігом.
До вересня поліція досі не допитувала Еліга про вбивство; вони були зосереджені на його бізнес-партнері Пітері Гат'єну, спонукаючи Еліга дати свідчення проти нього. За декілька місяців пройшло багато людей свідчити за невинність Еліга, поки розчленований торс «Ангела» не був знайдений у водах Стейтен-Айленд. Джеймс Сент-Джеймс розповідає, що брат Мелендеза був збитий з пантелику, що він вважав черствою байдужістю дії з боку поліції і по відношенню до сценічного «Ангела» з боку його друзів.
У листопаді 1996 року слідчий повідомив, що тіло було визначено як Мелендеса. Еліг утік до Нью-Йорка, щоб зупинятися в готелі в Нью-Джерсі де поліція оточила місце. У грудні 1997 року Еліг і його спільник Роберт Ріггс визнали себе винним у ненавмисному вбивстві і були засуджені до 10 і 20 років позбавлення волі за вбивство Мелендеза.

Перебуваючи у в'язниці, Еліг сказав в інтерв'ю Мусто:
Я знаю, чому я проговорився, можливо, хотів зупинити себе, я був під контролем старої приказки «Що ви повинні зробити, щоб привернути увагу — …Вбити когось?».

## В'язниця
У той час, як в ув'язненні в пенітенціарній системі Нью-Йорку, Еліг переводився з в'язниці у в'язницю, а також провів час в психіатричному відділенні в Рікерс Айленд
.

### Умовно-дострокове звільнення
Еліг отримав право на умовно-дострокове звільнення у 2006 році. У його першому запиті на умовно-дострокове звільнення, в листопаді 2006 року, було відмовлено, нібито після того як офіцери умовно-дострокового звільнення подивилися вигаданий фільм заснований на житті Еліга — Party Monster, у ролях із Маколеєм Калкіном. Йому знову було відмовлено в умовно-достроковому звільненні в липні 2008 року.
Еліг був звільнений з в'язниці умовно-достроково лише 5 травня 2014 року.

### Вплив Еліга на популярну культуру та творчість після ув'язнення
Події молодих років Майкла Еліга, у ролі популярного клубного промоутера до його арешту були зображені у фільмі Party Monster: The Shockumentary 1998 року і у художньому фільмі Party Monster 2003 року, де в головній ролі був Маколей Калкін, що грав Еліга і Сет Грін, який грав Сент-Джеймса. Події також були розкриті у мемуарах Сент-Джеймса, Кривава дискобаня, перевиданий з назви Party Monster після виходу фільму з тією ж назвою. Еліг дав інтерв'ю, перебуваючи у в'язниці за Limelight режисера Біллі Корбена. Його справа також була показана у телесеріалі Американське правосуддя і Notorious, а також у Deadly Devotion на Investigation Discovery.

#### Тюремний музичний CD
У червні 2001 року Девід М. Ламберт із колективу «The Satori Group», британський художник відвідав Еліга в Клінтонській установі виправлення в Даннемора, штат Нью-Йорк. Він зробив записи, які були використані у створенні Страшної краси за участю Майкла Еліга, музичного компакт-диска з дев'ятьма доріжками, які використовували зразки з біографічного фільму Party Monster, оригінальні тексти і вокал Еліга, серед іншого контенту.

#### Творчість після ув'язнення
У 2014 році Майкл Еліг підписав 3-річний контракт задля ексклюзивного запису з лейблом «Austound Music» з Остіна. В даний час (2014 рік) він працює з продюсером Грегом Танусі, записуючи мейнстрімну поп-музику. Він планує випустити свій перший офіційний E.P. свого музичного твору при лейблі «Austound Music» під назвою «Deviation on Demand». Серед іншого, проект Грега Танусі включатиме, пісню записану з DJ Keoki, і співпрацю з продюсерським будинком Man Parrish.
Еліг також випустив свій перший сингл «What's In (feat. DJ Keoki)» 15 жовтня 2014 року, а згодом і однойменний кліп 21 листопада 2014 року.